# NGC 2291
NGC 2291 é uma galáxia lenticular (S0) localizada na direcção da constelação de Gemini. Possui uma declinação de +33° 31' 32" e uma ascensão recta de 6 horas, 50 minutos e 58,6 segundos.
A galáxia NGC 2291 foi descoberta em 22 de Janeiro de 1827 por John Herschel.